# تدبر در قرآن
تدبّر به معنی دل دادن به چیزی از طریق نگریستن در عواقب آن است.

## علت نزول قرآن
خداوند متعال علت نزول قرآن را تدبر در آیاتش بیان کرده‌است. (ص / ۳۸، ۲۹)
تدبّر اندیشیدن در معانی و مفاهیم قرآن کریم و مرحله ای برتر از حضور قلب است، از این رو به ترتیل در قرائت قرآن سفارش شده تا زمینه‌های تدبّر در آن فراهم گردد.
به گفته علی بن ابی‌طالب (علیه السلام) در قرائت بی تدبر خیری نیست.

## سطحی نگری و تدبر نکردن در قرآن
قرآن با اینکه کتاب هدایت انسان‌ها: «هُدًی لِلنّاس» (بقره / ۲، ۱۸۵) و دستورهای آن مایه سعادت بشر است، چنانچه در آن تدبر و اندیشه نشود، کسی از آن بهره‌مند نمی‌گردد. به گفته برخی ذیل آیه «اَفَلا یَتَدَبَّرونَ القُرءانَ اَم عَلی قُلوبٍ اَقفالُها» (محمّد / ۴۷، ۲۴)، منافقان چنانچه در اعجاز قرآن تدبر می‌کردند، پرده‌های ظلمت از دل آنان زدوده و راه‌های معرفت و هدایت بر روی قلب آن‌ها گشوده می‌شد؛ لیکن ترک تدبر در قرآن زمینه گمراهی آنان را در پی داشته‌است.

## قرآن کریم
أَفَلَا یَتَدَبَّرُونَ الْقُرْآنَ وَلَوْ کَانَ مِنْ عِنْدِ غَیْرِ اللَّهِ لَوَجَدُوا فِیهِ اخْتِلَافًا کَثِیرًا - النساء/ ۸۲
أَفَلَا یَتَدَبَّرُونَ الْقُرْآنَ أَمْ عَلَی قُلُوبٍ أَقْفَالُهَا - محمد/ ۲۴
کِتَابٌ أَنْزَلْنَاهُ إِلَیْکَ مُبَارَکٌ لِیَدَّبَّرُوا آیَاتِهِ وَلِیَتَذَکَّرَ أُولُو الْأَلْبَابِ - ص/ ۲۹
أَفَلَمْ یَدَّبَّرُوا الْقَوْلَ أَمْ جَاءَهُمْ مَا لَمْ یَأْتِ آبَاءَهُمُ الْأَوَّلِینَ - المؤمنون/ ۶۸